# میمون پشمالوی کلمبیایی
میمون پشمالوی کلمبیایی (نام علمی: Lagothrix lugens) نام یک گونه از سرده میمون پشمالو است.